# Las Vegas (Canchaque)
Las Vegas, cuyo nombre completo es San Ramón de Las Vegas, es una localidad peruana ubicada en el distrito de Canchaque, perteneciente a la provincia de Huancabamba del departamento de Piura, al norte del Perú. 

## Ubicación
Las Vegas se ubica al noroeste de la provincia de Huancabamba, en el distrito de Canchaque, en el departamento de Piura.

## Demografía
En 2017 Las Vegas tenía una población de 16 habitantes.
| Gráfica de evolución demográfica de Las Vegas entre 1993 y 2017 |
|                                                                 |
| Fuentes: Población 1993 y 2017                                  |